# Bergums IF Bandy
Bergums IF är en bandyklubb i Sverige som bildades 1948. A-lag spelar sina matcher i Division 3 "hemma" på Ruddalens IP.